# Eriopygodes fasciata
Eriopygodes fasciata là một loài bướm đêm trong họ Noctuidae.